# Лузинка
Лу́зинка (каз. Лузинка) — село у складі Єсільського району Північноказахстанської області Казахстану. Входить до складу Волошинського сільського округу.
Населення — 97 осіб (2021; 228 у 2009, 304 у 1999, 426 у 1989).
Національний склад станом на 1989 рік:
- росіяни — 71 %
- казахи — 20 %.